# 台灣語言保護
台灣語言保護主要以台灣本土語言为号召的語言復興運動。目的是应对各地母语環境因國語運動而急剧衰落瀕臨灭绝的现状，并呼吁官方保護以各族群母語为载体的戏曲曲艺和民间文学音乐等非物质文化遗产不會永久性消失。根據聯合國《公民權利和政治權利國際公約》第27條表明語言上的「少數人」同樣享有「使用自己的語言的權利」。

## 歷史
中國歷史上被人為劃分有標準語（即官話）和方言（地方语言）兩種。由於古代未有達致高效的同化手段，各地方语言在仍可保持差别，在音素、音调、语法、常用词汇常常截然不同。历朝历代均曾经推行民族通用语音，最早是“雅言通语”。明清则以北京話作為國語。但直到普通话推广之前，中国的汉族民众仍长期以方言为母语。持续到民国年间的白話文運動以北方官話的書面語口語化。此後中華民國及中華人民共和國皆以北方官話发音作為國家语言標準。
從台灣日治時期到臺灣戰後時期，臺灣各種非官方語言就一直遭到國語運動（先後推行日語、華語等官方語言）之政策打壓。在1985年所公佈，彈壓公共場所使用本土語言的《語文法》取消立法後，1988年臺灣客家族群發起還我母語運動，爭取多元語言政策、修改《廣電法》對地方漢語的限制，甚至爭取新聞節目。 1990年代開始，隨著臺灣自主意識脫離政治暗流，以及鄉土熱心人士尋找自身語言學標識，以期擺脫30年代國民政府所頒布的基於北方口音的國語標準，中華民國政府開始推廣弱勢語言，包括原住民語言以及屬於漢語族的臺語和客語，具體措施包括立法奠定語言平等法案、在學校教授傳承語（heritage languages），意即本土語言、原住民族語、新住民之東南亞語言等。
中華民國政府來到台灣後實行的國語運動，限制民眾在公开场合使用方言，重压反而导致本土意識昇高，並常以口語作為相同族群的證明。台灣的正規學校多為是使用北京話教育，對讀音有嚴格要求，所以大眾都必然要遵守其規範。而地方人民要學習自己的母语，除了本土語言課程外，一般只是從家庭、朋友或者公共廣播來認識，然而這些讀音可能令學習者帶有一種不確切感。本土語言發展只視乎社會發達情況而定。
目前台灣常用的語系分為以下幾類
- 南島語
  - 排灣語
  - 阿美語
  - 泰雅語
  - 賽德克語
  - 西拉雅語
  - 邵語
  - 魯凱語
  - 卑南語
  - 布農語
  - 巴宰語
  - 賽夏語
  - 卡那卡那富語
  - 鄒語
  - 噶瑪蘭語
  - 太魯閣語
  - 撒奇萊雅語
- 漢語系
  - 台灣華語
  - 臺語
  - 客語

## 書寫方式
- 台湾闽南语推荐用字
- 閩南語白話字、台羅拼音等。
- 台灣客家語書寫推薦用字
- 台灣客家語拼音方案
- 客語白話字
- 原住民族語羅馬字

## 臺灣手語
在文化部所舉辦的國家語言發展法草案公聽會，各界聾人及聽障團體也跳出來疾呼保護臺灣手語的重要性──在地口語跟在地手語都同樣珍貴，不應貴口語而賤手語。此外也強調文字手語不應喧賓奪主、聾人應該拿回臺灣手語教學研究的主導權等。

## 台灣語言保護運動
- 還我客家話運動